# Coreodrassus
Coreodrassus es un género de arañas araneomorfas de la familia Gnaphosidae. Se encuentra en el este de Asia y Asia central. 

## Lista de especies
Según The World Spider Catalog 12.0:
- Coreodrassus forficalus Zhang & Zhu, 2008
- Coreodrassus lancearius Simon, 1893
- Coreodrassus semidesertus Ponomarev & Tsvetkov, 2006